# Medmassa nyctalops
Medmassa nyctalops is een nomen dubium. De naam werd in 1910 gepubliceerd voor een spin door Eugène Simon, die er een beschrijving bij gaf van een vrouwtje dat door Leonardo Fea was verzameld bij Musola op Bioko (Ile Fernando Poo). Het typemateriaal moet zich bevonden hebben in het natuurhistorisch museum van Genua, maar Simon wees geen type-materiaal aan. Volgens Haddad en Bosselaers (2010) is het holotype zoek of verloren gegaan.